# Норфолк (Коннектикут)
Норфолк (англ. Norfolk) — місто (англ. town) в США, в окрузі Лічфілд штату Коннектикут. Населення — 1588 осіб (2020).

## Демографія
Згідно з переписом 2010 року, у місті мешкало 1709 осіб у 720 домогосподарствах у складі 479 родин. Було 967 помешкань
Расовий склад населення:
| - 97,1 % — білих - 0,7 % — чорних або афроамериканців - 0,6 % — азіатів - 0,1 % — корінних американців |

До двох чи більше рас належало 1,1 %. Частка іспаномовних становила 1,8 % від усіх жителів.
За віковим діапазоном населення розподілялося таким чином: 21,1 % — особи молодші 18 років, 60,5 % — особи у віці 18—64 років, 18,4 % — особи у віці 65 років та старші. Медіана віку мешканця становила 47,7 року. На 100 осіб жіночої статі у місті припадало 96,0 чоловіків;  на 100 жінок у віці від 18 років та старших — 94,5 чоловіків також старших 18 років.
Середній дохід на одне домашнє господарство  становив 102 898 доларів США (медіана — 74 844), а середній дохід на одну сім'ю — 123 789 доларів (медіана — 96 750). Медіана доходів становила 56 094 долари для чоловіків та 64 141 долар для жінок. За межею бідності перебувало 3,6 % осіб, у тому числі 2,3 % дітей у віці до 18 років та 6,1 % осіб у віці 65 років та старших.
Цивільне працевлаштоване населення становило 730 осіб. Основні галузі зайнятості: освіта, охорона здоров'я та соціальна допомога — 21,8 %, науковці, спеціалісти, менеджери — 12,7 %, будівництво — 11,2 %.

## Відомі особистості
В поселенні народився:
- Джейсон Гарфілд (* 1974) — американський жонглер.